# 横田庄一郎
横田 庄一郎（よこた しょういちろう、1947年 -2014年 ）は、日本のノンフィクション作家、評論家。朝日新聞記者。

## 来歴・人物
早稲田大学政治経済学部卒業。同大学院政治学研究科修士課程修了後、1970年に朝日新聞社入社。
新聞記者の傍ら、主にグレン・グールドやフルトヴェングラーに関する音楽史や明治時代初頭のノンフィクション作品を発表している。
資料主義による精妙な取材と筆致に定評がある。

## 著作
- 「草枕」変奏曲　－夏目漱石とグレン・グールド－
- 漱石とグールド　－8人の「草枕」協奏曲－
- キリシタンと西洋音楽
- フルトヴェングラー　幻の東京公演
- 第九「初めて」物語
- 西郷隆盛　惜別譜
- 富永仲基の「楽律考」 儒教と音楽について
- おわらの恋風
- 大久保利通の肖像 その生と死をめぐって